# Manota cerciflex
Manota cerciflex är en tvåvingeart som beskrevs av Heikki Hippa 2006. Manota cerciflex ingår i släktet Manota och familjen svampmyggor. Inga underarter finns listade i Catalogue of Life.